# Número primo supersingular (teoría moonshine)
En la rama matemática de la teoría monstrous moonshine, un primo supersingular es un número primo que divide el orden del grupo monstruo M, que es el grupo esporádico más grande. 

## Propiedades
Hay precisamente quince números primos supersingulares: los primeros once primos (2, 3, 5, 7, 11, 13, 17, 19, 23, 29 y 31), así como 41, 47, 59 y 71. (sucesión A002267 en OEIS)
Los números primos no supersingulares son 37, 43, 53, 61, 67 y cualquier número primo mayor o igual que 73.
Los números primos supersingulares están relacionados con la noción de curva elíptica supersingular de la siguiente manera. Para un número primo p, los siguientes enunciados son equivalentes:
1. La curva modular X0+(p) = X0(p) / wp, donde wp es la  involución de Fricke de X0(p), tiene genus cero.
2. Toda curva elíptica supersingular en característica p se puede definir sobre el subcuerpo primo Fp.
3. El orden del grupo Monstruo es divisible por p.

La equivalencia se debe a Andrew Ogg. Más precisamente, en 1975 Ogg demostró que los números primos que satisfacen la primera condición son exactamente los 15 números primos supersingulares enumerados anteriormente y poco después se enteró de la existencia (entonces una conjetura) de un grupo simple esporádico que tiene exactamente estos números primos como divisores primos. Esta extraña coincidencia fue el comienzo de la teoría monstrous moonshine.
Tres primos no supersingulares se producen en los órdenes de otros dos grupos simples esporádicos: 37 y 67 dividen el orden del grupo de Lyons, y 37 y 43 dividen el orden del cuarto grupo de Janko. Inmediatamente se deduce que estos dos no son subcocientes del grupo Monster (son dos de los seis grupos paria). El resto de los grupos esporádicos (incluidos los otros cuatro parias, y también el grupo de Tits, si se cuenta entre los esporádicos) tienen órdenes con solo divisores primos supersingulares. De hecho, excepto el grupo Baby Monster, todos tienen órdenes divisibles solo por primos menores o iguales a 31, aunque ningún grupo esporádico, aparte del propio grupo Monstruo, los tiene a todos como primos divisores. El primo supersingular 47 también divide el orden del grupo Baby Monster, y los otros tres primos supersingulares (41, 59 y 71) no dividen el orden de ningún grupo esporádico que no sea el Monstruo mismo.
Todos los números primos supersingulares son primos de Chen, pero 37, 53 y 67 también son números primos de Chen, y hay infinitos números primos de Chen mayores que 73.